# Úžice (okres Kutná Hora)
Úžice (německy Auschitz) jsou obec v okrese Kutná Hora ve Středočeském kraji. Leží asi 25 kilometrů jihozápadně od Kutné Hory a pět kilometrů východně od města Sázava. Žije v ní 741 obyvatel. Součástí obce jsou i vesnice Benátky, Čekanov, Františkov, Chrastná, Karlovice, Mělník, Nechyba, Radvanice a Smrk. Obcí protéká Úžický potok.

## Historie

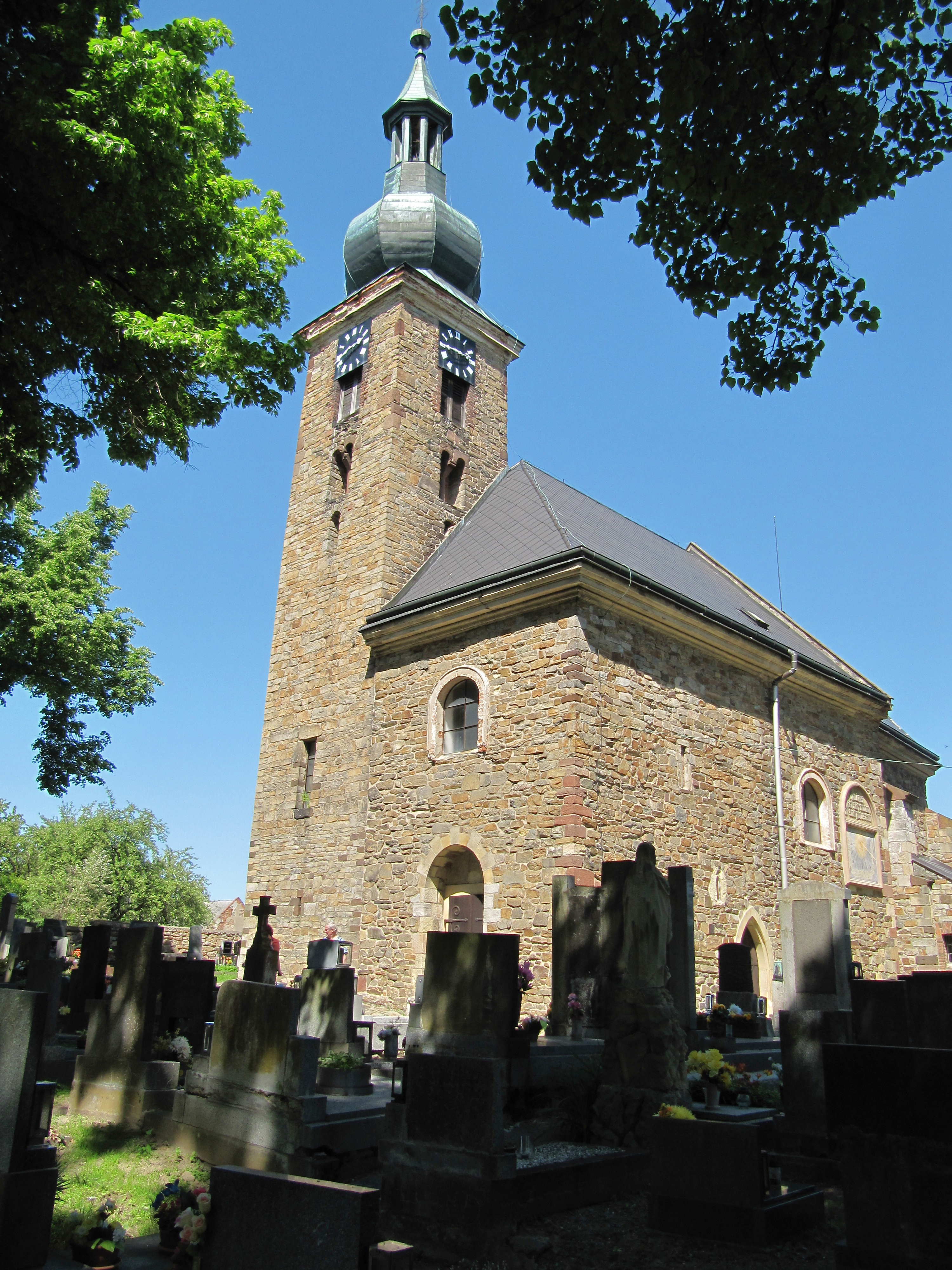
Úžický kostel Nanebevzetí Panny Marie

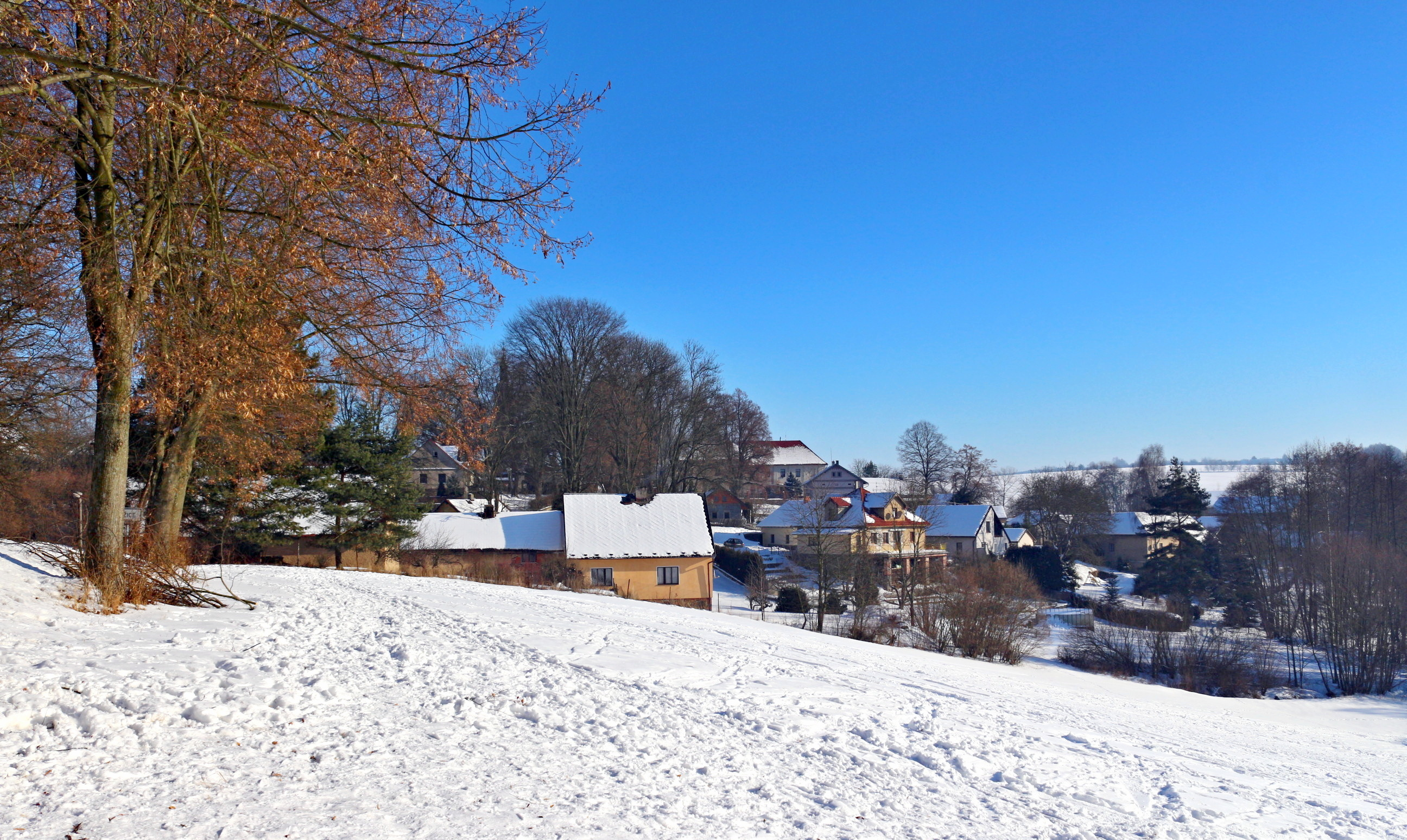
Zimní panorama obce od západu ze silnice od Talmberka

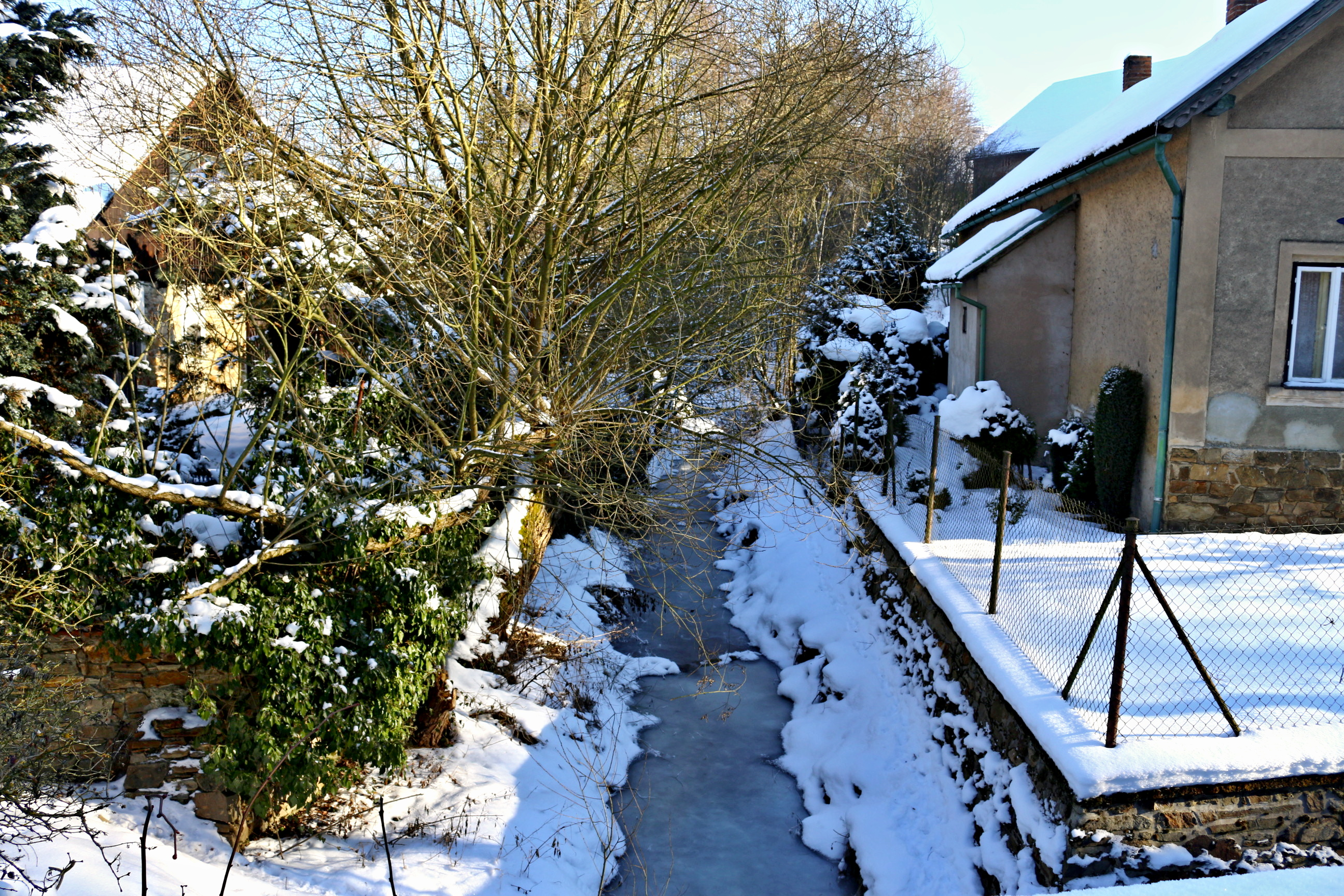
Úžický potok protékající korytem mezi zástavbou v jižní části obce

První písemná zmínka o obci pochází z roku 1284.
Ve vsi Úžice (355 obyvatel, katolický kostel) byly v roce 1932 evidovány tyto živnosti a obchody: 4 obchody s dobytkem, družstvo pro rozvod elektrické energie v Úžicích, hospodářské strojní družstvo, 2 hostince, kovář, krejčí, 4 obuvníci, 12 rolníků, 2 řezníci, 2 obchody se smíšeným zbožím, spořitelní a záložní spolek pro Úžice, trafika, 2 truhláři, družstvo pro zásobování vodou.
V obci Čekanov (přísl. Talmberk, 207 obyvatel, samostatná obec se později stala součástí Úžic) byly v roce 1932 evidovány tyto živnosti a obchody: 4 hostince, mlýn, obuvník, řezník, 2 obchody s lahvovým pivem, 2 obchody se smíšeným zbožím, 2 trafiky.
Ve vsi Mělník (120 obyvatel, samostatná ves se později stala součástí Úžic) byly v roce 1932 evidovány tyto živnosti a obchody: hostinec, kolář, kovář, 5 rolníků.
V obci Radvanice (přísl. Benátky, Nechyba, 408 obyvatel, samostatná obec se později stala součástí Úžic) byly v roce 1932 evidovány tyto živnosti a obchody: cihelna, 3 hostince, kolář, kovář, kožišník, lihovar, 7 rolníků, 2 obchody se smíšeným zbožím, 3 trafiky, truhlář, velkostatek, zahradnictví.
V obci Smrk (přísl. Františkov, Chrastná, 421 obyvatel, samostatná obec se později stala součástí Úžic) byly v roce 1932 evidovány tyto živnosti a obchody: cihelna, 2 hostince, kolář, obchod s koňmi, mlýn, rolník, sadař, 2 řezníci, 6 obchodů se smíšeným zbožím, trafika, truhlář.

## Obyvatelstvo
| Rok            | 1869  | 1880  | 1890  | 1900  | 1910  | 1921  | 1930  | 1950 | 1961 | 1970 | 1980 | 1991 | 2001 | 2011 | 2021 |
| -------------- | ----- | ----- | ----- | ----- | ----- | ----- | ----- | ---- | ---- | ---- | ---- | ---- | ---- | ---- | ---- |
| Počet obyvatel | 1 619 | 1 769 | 1 770 | 1 725 | 1 572 | 1 470 | 1 373 | 972  | 956  | 787  | 675  | 578  | 590  | 633  | 710  |
| Počet domů     | 229   | 241   | 251   | 251   | 256   | 258   | 286   | 311  | 278  | 249  | 220  | 222  | 322  | 341  | 372  |

## Územněsprávní začlenění
Dějiny územněsprávního začleňování zahrnují období od roku 1850 do současnosti. V chronologickém přehledu je uvedena územně administrativní příslušnost obce v roce, kdy ke změně došlo:
- 1850 země česká, kraj Pardubice, politický okres Kolín, soudní okres Uhlířské Janovice[11]
- 1855 země česká, kraj Čáslav, soudní okres Uhlířské Janovice
- 1868 země česká, politický okres Kutná Hora, soudní okres Uhlířské Janovice
- 1939 země česká, Oberlandrat Kolín, politický okres Kutná Hora, soudní okres Uhlířské Janovice[12]
- 1942 země česká, Oberlandrat Praha, politický okres Kutná Hora, soudní okres Uhlířské Janovice[13]
- 1945 země česká, správní okres Kutná Hora, soudní okres Uhlířské Janovice[14]
- 1949 Pražský kraj, okres Kutná Hora[15]
- 1960 Středočeský kraj, okres Kutná Hora
- 2003 Středočeský kraj, obec s rozšířenou působností Kutná Hora

## Doprava
Dopravní síť
- Pozemní komunikace – Do obce vede silnice III. třídy. Rozsáhlým územím obce vede silnice II/335 Mnichovice - Sázava - Uhlířské Janovice - Zbraslavice.

- Železnice – Železniční trať ani stanice na území obce nejsou.

Veřejná doprava 2011
- Autobusová doprava – Jednotlivými částmi obce projížděly autobusové linky Praha-Háje–Horní Kruty, Horní Kruty-Uhlířské Janovice (dopravce ČSAD POLKOST), Horní Kruty-Sázava (dopravce Okresní autobusová doprava Kolín) a linky do Kácova, Kutné Hory, Sázavy, Soběšína, Uhlířských Janovic a Zruče nad Sázavou (dopravce Veolia Transport Východní Čechy).

## Pamětihodnosti
- Kostel Nanebevzetí Panny Marie

## Okolní obce
V nejbližším okolí Úžic se nacházejí tyto vsi a obce (řazeny od severu podle směru hodinových ručiček):
- Smrk (součást Úžic)
- Chrastná (součást Úžic)
- Smilovice (součást Staňkovic)
- Talmberk
- Čekanov